# Realisea
Realisea is een Nederlandse muziekgroep op het gebied van progressieve rock.
De muziek werd ingedeeld in het genre neoprog, alhoewel er meer verwijzingen zijn naar de progressieve rock uit de jaren zeventig. Realisea is een samentrekking van reality (werkelijkheid) en sea (zee); bandleiders (en echtpaar) Brian en Marjolein de Graave zagen dat de realiteit door mensen toch als verschillend werd beleefd (een zee aan realiteiten). 
De De Graeves vonden hun overeenstemming binnen de muziek bij die van de band Marillion. Brian de Grave vertaalde dat naar de muziek voor/van de band Silhouette. Hij vindt zichzelf geen goede tekstschrijver en hield ook bij componeren voor die band muziek over waarbij hij geen tekst voor elkaar kreeg. Marjolein de Grave bleek een goede tekstschrijver te zijn, maar had moeite met muziek te schrijven. Als twee vrijgezellen gingen ze in 2011 aan de slag en het eerste resultaat het studioalbum Mantelpeace (verbastering van Mantelpiece) werd in april 2020 uitgebracht. Het oponthoud werd veroorzaakt omdat De Grave nog steeds werkzaam was bij Silhouette, maar dat doofde in 2017 uit.
In 2022 kwam het tweede album Fairly carefree uit; het werd gevolgd door een tournee in 2023.
Discografie:
- 2020: Mantelpeace
- 2022: Fairly carefree